# Khariyani
Khariyani (nep. खरियानी) – gaun wikas samiti w środkowej części Nepalu w strefie Dźanakpur w dystrykcie Dhanusa. Według nepalskiego spisu powszechnego z 2011 roku liczył on 1837 gospodarstw domowych i 9998 mieszkańców (5283 kobiety i 4715 mężczyzn).